# Varzeadwergspecht
De varzeadwergspecht (Picumnus varzeae) is een vogel uit de familie Picidae (spechten). De vogel werd in 1912 door de Duits/Braziliaanse vogelkundige Emilia Snethlage geldig beschreven. Varzea verwijst naar várzeabos, een type bos in het Amazonebekken dat jaarlijks overstroomt. Het is een bedreigde, endemische vogelsoort in Brazilië.

## Kenmerken
Deze dwergspecht is 8 tot 9 cm lang en overwegend bruin gekleurd. Vanboven is hij donkerbruin tot groenachtig bruin, vanonder is de vogel wat bleker bruin. De staart is zwart met witte randen. Het mannetje heeft op de kruin en het voorhoofd veren met rode uiteinden. De zijkanten en de hals zijn bruin en zwart gemarmerd. De snavel is kort en blauwgrijs met een zwart uiteinde, de poten zijn grijs.

## Verspreiding en leefgebied
Deze soort komt voor in het Braziliaanse Amazonebekken in het stroomgebied van de Rio Madeira in het oosten van de deelstaat Amazonas en de regio Obidos in de deelstaat Pará. Het leefgebied is niet goed onderzocht, de vogel heeft waarschijnlijk een voorkeur voor natuurlijk bos dat regelmatig onder water staat bij hoge waterstand.

## Status
De varzeadwergspecht heeft een beperkt verspreidingsgebied en daardoor is de kans op uitsterven aanwezig. De grootte van de populatie is niet gekwantificeerd, maar de soort lijdt aan habitatverlies. Het leefgebied wordt aangetast door ontbossing en door de bouw van dammen waardoor het waterpeil in de rivieren zijn natuurlijk ritme verliest. Om deze redenen staat deze soort als gevoelig aangeduid op de Rode Lijst van de IUCN.